# 雷蒙德·威廉斯
雷蒙德·威廉斯（英語：Raymond Henry Williams，1921年8月31日—1988年1月26日）， 英国学者、作家，马克思主义文学评论家，在新左翼中具有一定影响力，他的作品奠定了文化研究的基础。知名学生有特里·伊格尔顿。